# بجعة نيوزيلندا
بجعة نيوزيلندا هي نويع يتبع نوع التَّم الأسود أصلية منقرضة من جزر تشاتام والجزيرة الجنوبية لنيوزيلندا. اُكتشفت على أنَّها بقايا أثرية في عام 1889، وكانت تُعتبر في الأصل نوعًا منفصلاً عن البجعة السوداء الأسترالية؛ بسبب عظامها الأكبر قليلاً، ولم يجري إدخال البجع إلى نيوزيلندا حتى عام 1864. من عام 1998 حتى عام 2017، كان يُنظر إليها على أنها مجرد مجموعة نيوزيلندية من التَّم الأسود، إلى أن استعاد الحمض النووي من العظام الأحفورية قرر أنه كان بالفعل نوعًا منفصلاً، أكبر وأثقل بكثير من قريبه الأسترالي.